# 63番ドライブ-レゴ・パーク駅
63番ドライブ-レゴ・パーク駅（63ばんドライブ-レゴ・パークえき、英語: 63rd Drive-Rego Park）は、クイーンズ区レゴ・パークの63番ドライブ-クイーンズ・ブールバード交差点に位置するニューヨーク市地下鉄INDクイーンズ・ブールバード線の駅である。E系統が深夜のみ、M系統が平日、R系統が深夜を除く終日停車する。

## 歴史
クイーンズ・ブールバード線は市営のインディペンデント・サブウェイ・システム（IND）で最初に建設された路線の一つで、マンハッタンのIND8番街線 とクイーンズ区ジャマイカのジャマイカ-179丁目駅を結んでいる。クイーンズ・ブールバード線は公共事業局から2,500万ドルの融資と債務保証を受けて建設された。
1936年12月31日にINDクイーンズ・ブールバード線は8駅5.6km（3.5マイル）に渡って延伸されて終端駅がジャクソン・ハイツ-ルーズベルト・アベニュー駅からユニオン・ターンパイク駅に移り、駅はその途中駅として開業した。

## 駅構造
| G          | 地上階                       | 出入口 |
| M          | 改札階                       | 改札口、駅員詰所、メトロカード自動券売機 |
| P ホーム階 | 相対式ホーム、右側ドアが開く | 相対式ホーム、右側ドアが開く |
| P ホーム階 | 南行緩行線                   | ← 深夜帯：ワールド・トレード・センター駅行き（ウッドヘイブン・ブールバード駅） ← 平日23時まで：ミドル・ヴィレッジ-メトロポリタン・アベニュー駅行き（ウッドヘイブン・ブールバード駅） ← ベイ・リッジ-95丁目駅行き（ウッドヘイブン・ブールバード駅） |
| P ホーム階 | 南行急行線                   | ← 深夜帯以外：通過 ← 通過 |
| P ホーム階 | 北行急行線                   | → 深夜帯以外：通過 → → 通過 → |
| P ホーム階 | 北行緩行線                   | → 深夜帯：ジャマイカ・センター駅行き（67番街駅）→ フォレスト・ヒルズ-71番街駅行き（67番街駅）→ |
| P ホーム階 | 相対式ホーム、右側ドアが開く | |

駅は相対式ホーム2面4線の駅で、急行線はE系統が深夜を除く終日に、F系統が終日使用している。
壁には"63RD DRIVE"と薄い青地に白で書かれた駅名標が設置されている。柱は青色で、1本おきにニューヨーク市地下鉄標準の駅名標が設置されている。

### 出口

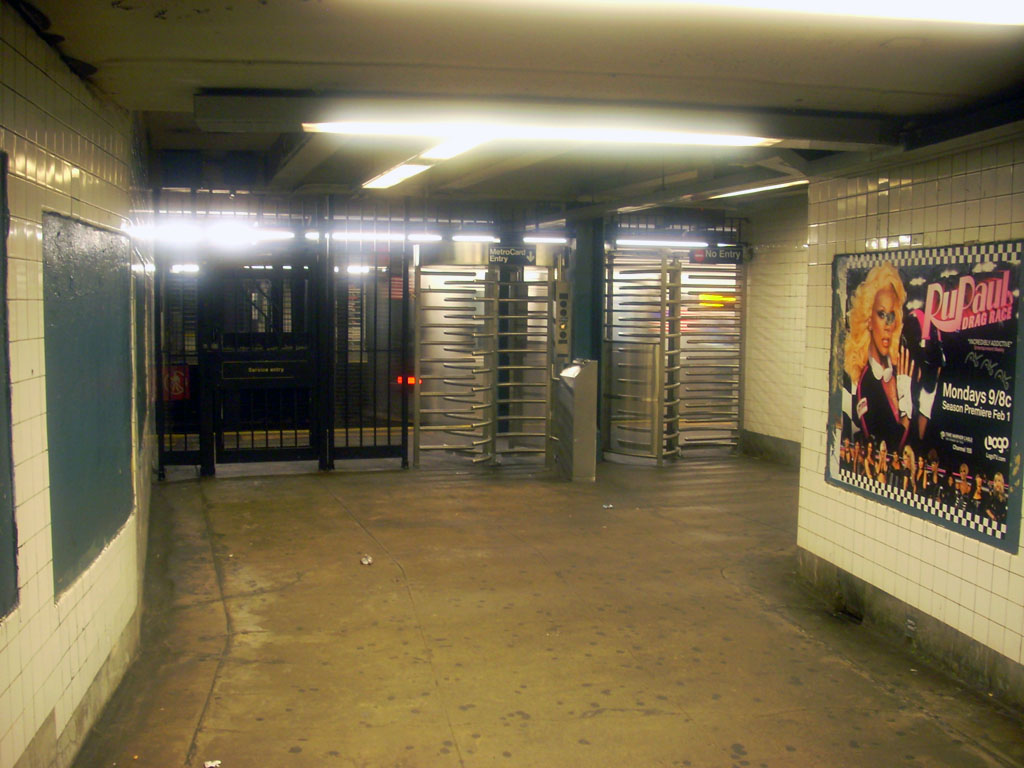
無人の改札

改札は3か所ある。終日開いている改札はメザニンの西端にある。改札からは63番ドライブ-クイーンズ・ブールバード交差点の北東と南東に階段が1つずつ設置されている。
メザニンの東端には無人改札があり、64番街-クイーンズ・ブールバード交差点北西と64番ロード-クイーンズ・ブールバード交差点の南西に出る。
また、ホーム西端には各ホーム横に無人改札があり、北行ホームからは63番ドライブ-クイーンズ・ブールバード交差点南西に、南行ホームからは同交差点南東に出ている。

## 延伸計画

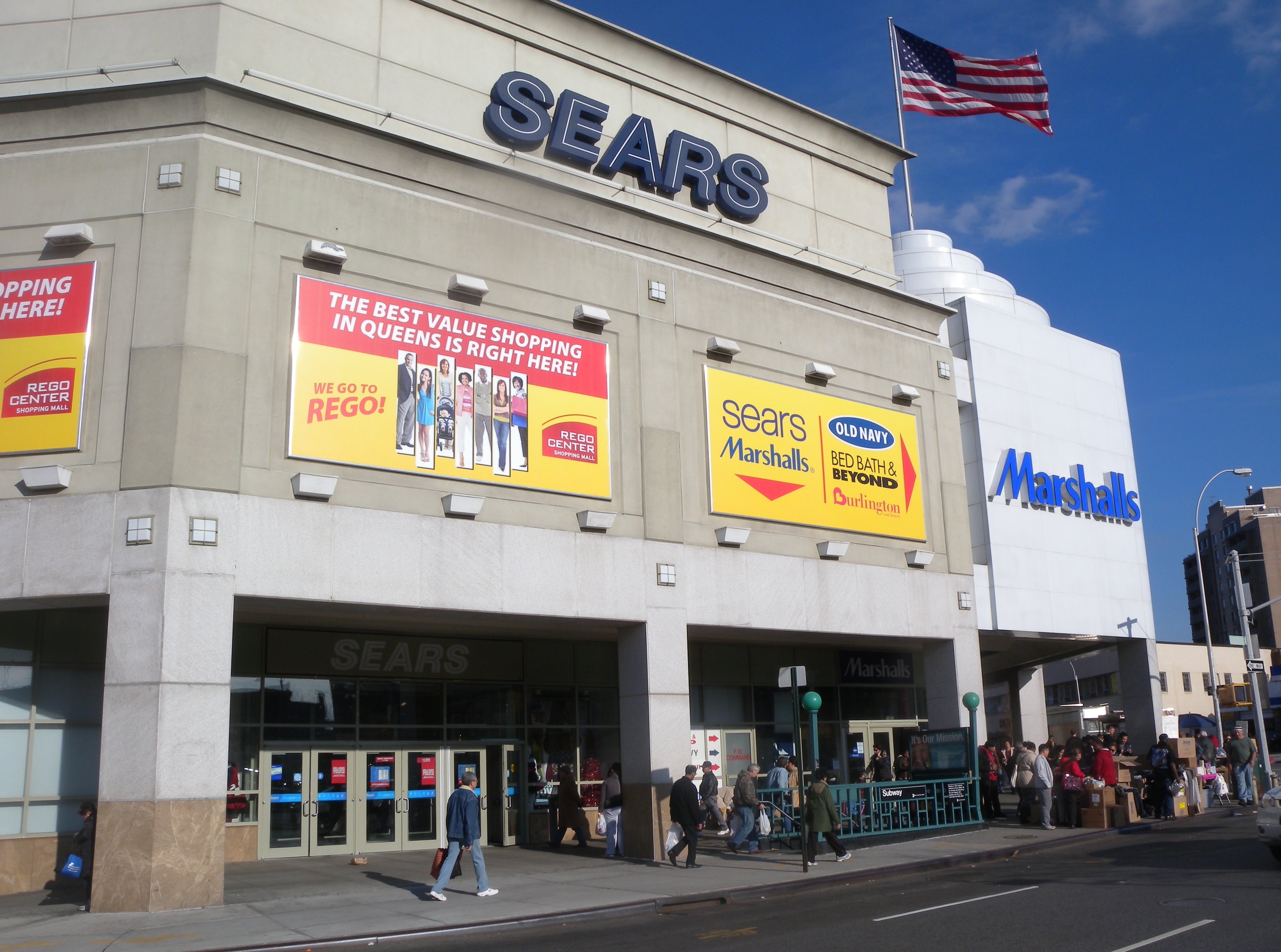
レゴ・パーク・センターと駅入口

この駅の東側には、北行ホーム上に未完成の信号塔があり、緩行線から南に分岐しているベルマウスがある。南行緩行線から別のトンネルが北に分岐し、クイーンズ・ブールバード線の南に曲がり、他のベルマウスに入る。これらは、1930年代に計画されたINDロッカウェイ線（旧ロングアイランド鉄道支線）となりハワード・ビーチを経由しロッカウェイに向かう。この拍車は、ロッカウェイ線にLIRR本線と交差する前に、66番街を走り去っていたはずだった。2013年1月、change.orgはベルマウスを利用してロッカウェイ線の現在使用されていない部分に駅を接続するよう求めた。